# Kolomyia (huyện)
Huyện Kolomyia (tiếng Ukraina: Коломийський район, chuyển tự: Kolomyias'kyi raion) là một huyện của tỉnh Ivano-Frankivsk thuộc Ukraina. Huyện Kolomyia có diện tích 1026 kilômét vuông, dân số theo điều tra dân số ngày 5 tháng 12 năm 2001 là 105788 người với mật độ 103 người/km2. Trung tâm huyện nằm ở Kolomyia.